# 森特勒利亞 (伊利諾伊州)
森特勒利亞（英語：Centralia）是一個位於美國伊利诺伊州馬里昂縣、克林頓縣、傑佛遜縣和華盛頓縣的城市。

## 地理
森特勒利亞的座標為38°31′31″N 89°07′57″W / 38.52528°N 89.13250°W，而該地的平均海拔高度為150米（即492英尺）。

## 人口
根據2010年美國人口普查的數據，森特勒利亞的面積為23.90平方千米，當中陸地面積為21.22平方千米，而水域面積為2.68平方千米。當地共有人口13032人，而人口密度為每平方千米545.27人。